# 陳鶴 (清朝)
陈鹤（?—?），字鹤龄，江苏元和（今属苏州市）人。清朝官员、史学家。
陈鹤于嘉庆元年（1796年）中丙辰科二甲进士，任工部主事，出无车马。与栖霞牟昌裕、阳山郑士超有“工部三君子”之称。《清史稿》称其“操行修洁，亦精史学。”谙熟明代史事，辑《明纪》六十卷，书未成而身故。后八卷由其孙陈克家续成。克家为道光末年举人。官至中书。后参与张国樑军事，殉难，赠知府衔。